# Johan Nyström (historiker och politiker)
Johan Fredrik Nyström (i riksdagen kallad Nyström i Uppsala, senare Nyström i Stockholm), född 26 september 1855 i Härnösand, död 18 juli 1918 i Oscars församling i Stockholm, var en svensk historiker, geograf, politiker och tidningsman.

## Biografi
Nyström blev filosofie doktor vid Uppsala universitet år 1884 och samma år docent i historia och 1888 i statskunskap. År 1890 utnämndes han, med bibehållande av docenturen, till lektor vid Uppsala högre allmänna läroverk. Efter att ha studerat geografi bland annat i Berlin ansvarade han under åren 1892–1901 för undervisningen i detta ämne vid Uppsala universitet. År 1902 flyttade han till Stockholm och blev lektor vid Högre realläroverket där.
Han var ledamot av Uppsala stadsfullmäktige 1890–1902. Han var konservativ och tullskyddsvänlig och invaldes av Uppsala läns landsting (varav han 1899–1902 var ledamot) åren 1899 och 1908 i Första kammaren. Han tillhörde där det så kallade majoritetspartiet. Han blev år 1901 suppleant i och var 1905–1911 ledamot av konstitutionsutskottet. Åren 1912–1914 var han en av Stockholms representanter i Andra kammaren. Även av denna kammare insattes han i konstitutionsutskottet (1912–1914). Åren 1916–1918 tillhörde han åter Första kammaren för Stockholms stad. Nyström medverkade i flera reformer, till exempel 1907 års rösträttsreform och 1909 års skolreform. Han var däremot motståndare till införandet av politisk rösträtt för kvinnor.
Utom riksdagen verkade Nyström för sitt parti som föredragshållare, som tidningsman (bland annat var han åren 1903–1905 redaktör för Vårt land och åren 1909–1918 ordförande i Stockholms Dagblads styrelse). Han var också ledamot av styrelsen för Allmänna valmansförbundets riksorganisation och ordförande i dess Stockholmsdistrikt. År 1909 invaldes han bland Stockholms stadsfullmäktige och var ordförande i deras moderata sammanslutning; han var också ledamot av överstyrelsen för stadens folkskolor och ordförande i dess undervisningsnämnd. År 1913 blev han ledamot av styrelsen för Stockholms högskola.
Nyströms inflytande i riksdagen avtog under hans sista år. Han var en utpräglad opportunitetspolitiker, hade en mycket stor formell begåvning och var genom vinnande personliga egenskaper synnerligen väl ägnad för samarbete i riksdagsutskott, kommittéer och organisationer av skilda slag. Han visade även hög produktivitet som populärvetenskaplig författare. Nyström är begravd på Uppsala gamla kyrkogård.